# Bud Shank
Clifford Everett Shank Fr., conocido como Bud Shank en el mundo del jazz, fue un saxofonista y flautista estadounidense, nacido en Dayton, Ohio, el 27 de mayo de 1926, y fallecido en Tucson, Arizona, el 2 de abril de 2009.

## Historial
Tras estudiar clarinete, saxo y flauta, se instala en California, a comienzo de los años 1940 y estudia con Shorty Rogers. Toca, ya profesionalmente, con Charlie Barnet (1947-1948), Art Mooney (1949) y, finalmente, en la big band de Stan Kenton (1950-1951). Después, colabora de forma continuada con los Lighthouse All Stars de Howard Rumsey, hasta 1956, convirtiéndose en uno de los principales representantes del West Coast jazz. Realiza varias giras por Europa y África, con Bob Cooper, introduciéndose más tarde en la fusión con la bossa nova, de la mano de Laurindo Almeida.
En los años 60 y 70, se dedica casi en exclusiva al trabajo de estudio y a la música para cine, aunque graba algunos discos, por ejemplo, con Ravi Shankar. Entre sus colaboraciones de estudio es particularmente célebre su solo de flauta para la canción California Dreamin' del cuarteto vocal The Mamas & the Papas. A partir de 1974, retoma su carrera como instrumentista, formando una banda (L.A.Four) con Almeida, Ray Brown y Shelly Manne. Algunos autores estiman que Shank fue el flautista más importante de la costa occidental, especialmente considerando sus exitosos dúos con el oboísta Bob Cooper. Sin embargo, a partir de los años 1980 abandona prácticamente este instrumento, en favor del saxo alto, en un estilo muy influenciado por Art Pepper y Zoot Sims, con un control perfecto de la sonoridad, delicado y con fraseo veloz.
Falleció de una embolia, a los 82 años, en Tucson (Arizona), donde vivía, tras acabar de grabar un nuevo álbum.

## Discografía

### Como líder
- 1954 The Compositions of Shorty Rogers (Nocturne)
- 1954 Bud Shank and Three Trombones (Pacific Jazz)
- 1955 The Saxophone Artistry of Bud Shank (Pacific Jazz)
- 1955 Bud Shank – Shorty Rogers – Bill Perkins (Pacific Jazz)
- 1955 Bud Shank and Bob Brookmeyer (Pacific Jazz)
- 1956 The Bud Shank Quartet (Pacific Jazz)
- 1956 Live at the Haig (Candid)
- 1956 Flute 'n Oboe (Pacific Jazz)
- 1956 Jazz at Cal-Tech (Pacific Jazz)
- 1956 Theme Music from "The James Dean Story" (World Pacific)
- 1956 Strings & Trombones (Pacific Jazz)
- 1957 Jazz Swings Broadway (Pacific Jazz)
- 1958 I'll Take Romance (World Pacific/Toshiba EMI)
- 1958 Misty Eyes (West Wind)
- 1958 The Swing's to TV (Pacific Jazz/Toshiba EMI)
- 1958 Bud Shank and Bill Perkins (Blue Note)
- 1958 Bud Shank in Africa (Pacific Jazz)
- 1959 Holiday in Brazil (World Pacific/Ubatuqui)
- 1959 Blowin' Country (World Pacific/Blue Note)
- 1959 Latin Contrasts (World Pacific)
- 1960 Bud Shank Plays Tenor (Pacific Jazz/Toshiba EMI)
- 1960 Slippery When Wet (World Pacific)
- 1960 Flute 'n Alto (World Pacific)
- 1961 Barefoot Adventure (Pacific Jazz)
- 1961 New Groove (Pacific Jazz)
- 1961 The Talents of Bud Shank (Kimberly)
- 1961 Swinging Broadway (Kimberly)
- 1962 Bossa Nova Jazz Samba (Pacific Jazz)
- 1962 Improvisations (EMI Angel/Angel)
- 1963 Brasamba! (Pacific Jazz)
- 1963 Folk 'n Flute (World Pacific)
- 1965 Bud Shank & His Brazilian Friends (Pacific Jazz)
- 1966 Bud Shank & the Sax Section (Pacific Jazz)
- 1966 Michelle (World Pacific/EMI Japan)
- 1966 Girl in Love (World Pacific)
- 1966 Flute, Oboe and Strings (World Pacific)
- 1966 California Dreamin' (EMI Japan)
- 1967 Brazil! Brazil! Brazil! (World Pacific)
- 1967 Bud Shank Plays Music from Today's Movies (World Pacific)
- 1967 A Spoonful of Jazz (World Pacific)
- 1968 Magical Mystery (World Pacific/EMI Japan)
- 1970 Let It Be (World Pacific)
- 1976 Sunshine Express (Concord Jazz)
- 1978 Heritage (Concord Jazz)
- 1979 Crystal Comments (Concord Jazz)
- 1980 Explorations (Concord Jazz)
- 1983 Yesterday, Today and Forever (Concord Jazz) with Shorty Rogers
- 1984 This Bud's for You... (Muse/32 Jazz)
- 1985 California Concert (Contemporary) with Shorty Rogers
- 1986 Serious Swingers (Contemporary)
- 1986 That Old Feeling (Contemporary)
- 1987 Bud Shank Quartet at Jazz Alley (Contemporary)
- 1989 Tomorrow's Rainbow (Contemporary)
- 1990 Tales of the Pilot: Bud Shank Plays the Music of David Peck (Capri)
- 1990 Lost in the Stars: Bud Shank and Lou Levy Play the Sinatra Songbook (Fresh Sound)
- 1990 Drifting Timelessly (Capri)
- 1991 The Doctor Is In (Candid)
- 1992 I Told You So (Candid)
- 1992 The Awakening (New Edition/ Vertriebsges.mb)
- 1995 New Gold (Candid)
- 1995 Lost Cathedral (Itm)
- 1996 Plays the Music of Bill Evans (Fresh Sound)
- 1996 Bud Shank Sextet Plays Harold Arlen (Jimco)
- 1997 Jazz in Hollywood (Original Jazz Classics)
- 1997 By Request: Bud Shank Meets the Rhythm Section (Muse/Milestone)
- 1998 A Flower Is a Lovesome Thing (Koch)
- 1999 After You Jeru (Fresh Sound)
- 2000 Silver Storm (Raw)
- 2002 Plays Tenor (Toshiba)
- 2002 On the Trail (Raw)
- 2003 Cool Fool (Fresh Sound)
- 2005 Bouncing with Bud and Phil (Capri)
- 2006 Taking the Long Way Home (Jazzed Media)
- 2006 Brazilliance, Vol. 1/Concert Creations for Guitar (FiveFour)
- 2007 Beyond the Red Door (Jazzed Media)
- 2009 Fascinating Rhythms (Jazzed Media)
- 2011 In Good Company (Capri)

### Como músico de sesión
Con Chet Baker
- Witch Doctor (Contemporary, 1953 [1985])
- The Trumpet Artistry of Chet Baker (Pacific Jazz, 1954)
- Chet Baker & Strings (Columbia, 1954)
- Chet Baker Sings and Plays (Pacific Jazz, 1955)
- Chet Baker Big Band (Pacific Jazz, 1956)

Con Elmer Bernstein
- The Man with the Golden Arm (Decca, 1956)

Con Buddy Bregman
- Swinging Kicks (Verve, 1957)

Con The Charlie Byrd Trio
- Brazilville (Concord Jazz, 1981)

Con Gene Clark
- Roadmaster (A&M Records, 1972)
- Firebyrd (Takoma, 1984)

Con Nat King Cole
- L-O-V-E (Capitol, 1965)

Con Buddy Collette
- Buddy Collette's Swinging Shepherds (EmArcy, 1958)
- At the Cinema! (Mercury, 1959)

Con Ron Elliott
- The Candlestickmaker (Warner Bros, 1970)

Con Maynard Ferguson
- Maynard Ferguson's Hollywood Party (EmArcy, 1954)
- Dimensions (EmArcy, 1955)
- Around the Horn with Maynard Ferguson (EmArcy, 1956)

Con Clare Fischer
- Extension (Pacific Jazz, 1963)

Con Jimmy Giuffre
- Jimmy Giuffre (Capitol, 1955)
- The Jimmy Giuffre Clarinet (Atlantic, 1956)
- Herb Ellis Meets Jimmy Giuffre (Verve, 1959) with Herb Ellis

Con Stan Kenton
- Innovations in Modern Music (Capitol, 1950)
- Stan Kenton Presents (Capitol, 1950)
- Popular Favorites by Stan Kenton (Capitol, 1953)
- This Modern World (Capitol, 1953)
- The Kenton Era (Capitol, 1940–54, [1955])
- Lush Interlude (Capitol, 1958)
- Stan Kenton Conducts the Los Angeles Neophonic Orchestra (Capitol, 1965)
- Hair (Capitol, 1969)

Con Barney Kessel
- Easy Like (Contemporary, 1953)

Con The Mamas & the Papas
- California Dreamin' (RCA Victor, 1965)

Con Shelly Manne
- The West Coast Sound (Contemporary, 1955)
- Manne–That's Gershwin! (Capitol, 1965)
- Daktari (Atlantic, 1967)

Con Sérgio Mendes
- Brasil '65 (Capitol, 1965)

Con Hugo Montenegro
- Colours of Love (RCA Victor, 1970)

Con Gerry Mulligan
- Gene Norman Presents the Original Gerry Mulligan Tentet and Quartet (GNP, 1953 [1997])
- I Want to Live (United Artists, 1958)

Con Oliver Nelson
- Skull Session (Flying Dutchman, 1975)

Con Harry Nilsson
- Duit on Mon Dei (RCA Victor, 1975)

Con Jack Nitzsche
- Heart Beat (Soundtrack) (Capitol, 1980)

Con Patti Page
- In the Land of Hi-Fi (EmArcy, 1956)

Con Shorty Rogers
- Cool and Crazy (RCA Victor, 1953)
- Shorty Rogers Courts the Count (RCA Victor, 1954)
- Collaboration (RCA Victor, 1954) with André Previn
- Martians Come Back! (Atlantic, 1955 [1956])
- Way Up There (Atlantic, 1955 [1957])
- Afro-Cuban Influence (RCA Victor, 1958)
- Chances Are It Swings (RCA Victor, 1958)
- The Wizard of Oz and Other Harold Arlen Songs (RCA Victor, 1959)
- Shorty Rogers Meets Tarzan (MGM, 1960)
- The Swingin' Nutcracker (RCA Victor, 1960)
- An Invisible Orchard (RCA Victor, 1961 [1997])
- The Fourth Dimension in Sound (Warner Bros., 1961)
- Bossa Nova (Reprise, 1962)
- Jazz Waltz (Reprise, 1962)

Con Pete Rugolo
- Introducing Pete Rugolo (Columbia, 1954)
- Adventures in Rhythm (Columbia, 1954)
- Rugolomania (Columbia, 1955)
- New Sounds by Pete Rugolo (Harmony, 1954–55, [1957])
- Out on a Limb (EmArcy, 1956)
- An Adventure in Sound: Reeds in Hi-Fi (Mercury, 1956 [1958])
- Rugolo Plays Kenton (EmArcy, 1958)
- The Music from Richard Diamond (EmArcy, 1959)
- Behind Brigitte Bardot (Warner Bros., 1960)
- The Original Music of Thriller (Time, 1961)
- 10 Saxophones and 2 Basses (Mercury, 1961)

Con Boz Scaggs
- Silk Degrees (Columbia, 1976)

Con Lalo Schifrin
- Music from Mission: Impossible (Dot, 1967)
- There's a Whole Lalo Schifrin Goin' On (Dot, 1968)
- More Mission: Impossible (Paramount, 1968)
- Mannix (Paramount, 1968)
- Bullitt (soundtrack) (Warner Bros., 1968)
- Che! (soundtrack) (Tetragrammaton, 1969)
- Kelly's Heroes (soundtrack) (MGM, 1970)

Con Ravi Shankar
- Improvisations (World Pacific, 1962)

Con Gábor Szabó y Bob Thiele
- Light My Fire (Impulse!-ABC, 1967)

Con Gerald Wilson
- Moment of Truth (Pacific Jazz, 1962)
- Portraits (Pacific Jazz, 1964)
- On Stage (Pacific Jazz, 1965)

Con Julie London
- All Through the Night: Julie London Sings the Choicest of Cole Porter (Liberty, 1965)